# Franklyn Atese Nubuasah
Franklyn Atese Nubuasah SVD (Likpe Agbozome, Região de Volta, 7 de julho de 1949) é um ministro ganense e bispo católico romano de Gaborone.
Franklyn Nubuasah frequentou escolas em Likpe Agbozome e Kadjebi. Ele então se juntou à ordem dos Missionários Steyler. Estudou filosofia e teologia católica no seminário regional de Tamale. Em 26 de julho de 1980, Nubuasah recebeu o Sacramento da Ordem. Ele foi então enviado como missionário para Botsuana, onde trabalhou em Maun por oito anos. Franklyn Nubuasah trabalhou então no treinamento dos noviços dos missionários Steyler em Gana. Mais tarde, Nubuasah foi enviado para os Estados Unidos para estudos de pós-graduação, onde obteve o título de Mestre em Artes pela Duquesne University em Pittsburgh. Depois de retornar à sua terra natal, tornou-se mestre de noviços em sua comunidade religiosa.
O Papa João Paulo II o nomeou Vigário Apostólico de Francistown e Bispo Titular de Pauzera em 27 de junho de 1998. O bispo de Gaborone, Bonifácio Tshosa Setlalekgosi, o consagrou em 7 de novembro do mesmo ano em Francistown; Os co-consagradores foram Erwin Hecht OMI, Bispo de Kimberley, e Johannes Ludgerus Bonaventure Brenninkmeijer OP, Bispo de Kroonstad. Franklyn Nubuasah escolheu o lema Servus Domini ("Servo do Senhor"). 
Desde 2002 Nubuasah é o coordenador da Conferência Episcopal Sul-Africana para as iniciativas da Igreja Católica contra o HIV/AIDS. Em 2009, Franklyn Nubuasah participou da segunda Assembleia Especial para a África do Sínodo dos Bispos sobre A Igreja na África a Serviço da Reconciliação, Justiça e Paz. Em 9 de agosto de 2017, tornou-se também Administrador Apostólico da Diocese de Gaborone, vaga. Com a elevação do Vicariato Apostólico de Francistown a diocese em 2 de outubro de 2017, o Papa Francisco o nomeou seu primeiro bispo diocesano.

Em 6 de junho de 2019, o Papa Francisco o nomeou Bispo de Gaborone, com posse em 17 de agosto do mesmo ano. O Papa Francisco conferiu-lhe o título pessoal de arcebispo em 5 de julho de 2021.